# Cúmul Bala
El cúmul Bala (1E 0657-56) consisteix en dos cúmuls de galàxies en col·lisió. Els estudis fets sobre aquest cúmul, presentats a l'agost de 2006, constitueixen fins al moment (2017) la millor evidència en favor de l'existència de la matèria fosca. Estrictament parlant, el nom de «cúmul Bala» es refereix a un petit subcúmul que s'allunya d'un cúmul major.

## Propietats i morfologia
El cúmul Bala és un dels cúmuls de galàxies més calentes que es coneixen. Vist des de la Terra, un dels components va passar a través del centre del cúmul fa uns 150 milions d'anys, amb el que es va crear una ona de xoc en forma d'arc localitzada sobre el costat dret del cúmul. Aquesta ona de xoc es va formar en passar gas a 70 milions de graus centígrads continguts en el subcúmul a través de gas a una temperatura d'uns 100 milions de graus al centre del cúmul a una velocitat d'uns 10 milions de quilòmetres per hora.

## El cúmul Bala com a evidència a favor de la matèria fosca
Els principals components del cúmul, estels, gas i la matèria fosca es comporten de forma diferent durant una col·lisió, de tal forma que és possible estudiar cadascun d'ells de manera separada. Els estels en les galàxies, observades en llum visible, no s'alteren quan ocorre una col·lisió, encara que el seu moviment sí es modifica, al desaccelerar-se gravitatòriament. El gas calent dels dos components que xoquen i que és observat en rajos X representa la major part de la massa de la matèria ordinària, coneguda com a matèria bariònica. El tercer component, la matèria fosca, es va detectar indirectament per mitjà del fenomen conegut com a lent gravitatòria que afecta els objectes en el fons. En teories que no prenen en compte la matèria fosca, com la dinàmica newtoniana modificada, seria d'esperar que la lent gravitacional ocorregués gràcies a la matèria bariònica com el gas emissor de rajos X. No obstant això, aquest fenomen és més accentuat en dues regions separades prop de les galàxies visibles. Aquest fet enforteix la idea que la major part de la massa en el sistema és matèria fosca no afectada per col·lisions.
Els resultats més concloents van ser inferits a partir de les observacions del satèl·lit Chandra en aquest cúmul, publicats per Markevitch et al. i Clowe et al., tots dos en 2004. Aquests autors reporten que el cúmul experimenta una alta velocitat de fusió, la qual resulta evident de la distribució espacial del gas calent emissor de rajos X. El gas es troba darrere dels subcúmuls, mentre que el conjunt de matèria fosca es troba davant del gas.